# Inmarko
Inmarko OOO Es un productor ruso de helado y comidas congeladas, con sede en Novosibirsk, y actualmente miembro de Unilever. Tiene fábricas en Novosibirsk, Omsk y Tula y tuvo más de 4.500 empleados en 2008. Fue vendido a Unilever en 2008 y cesado para existir como compañía separada en 2012.

## Historia

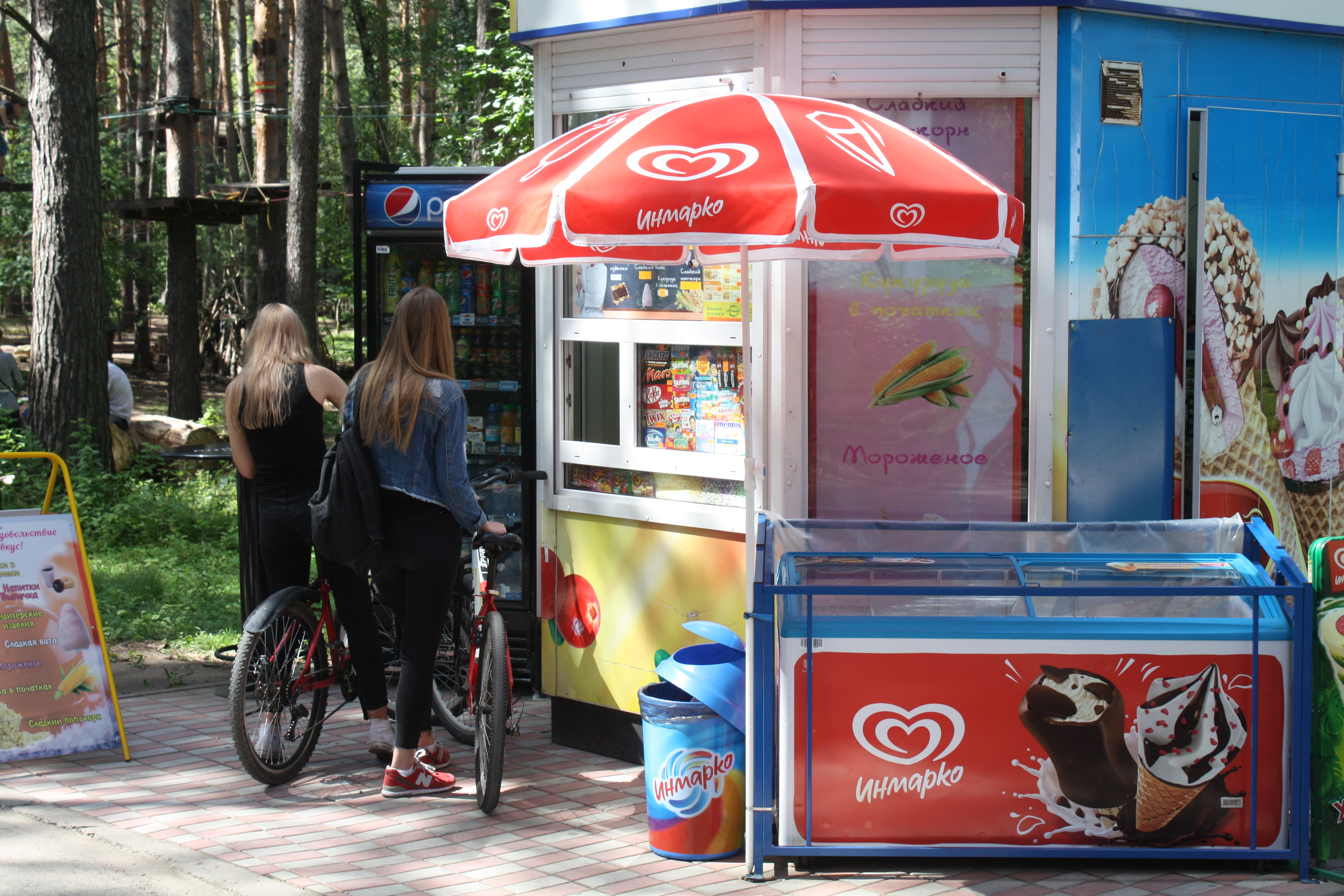
Inmarko Quiosco en Zayeltsovsky Parque. Novosibirsk, Rusia.

### Fundación de la compañía
En 1992, seis personas, entre las que se encontraban dos empresarios (Vadim Lyubimtsev y Pavel Shutov), tuvieron la idea de iniciar un negocio en Novosibirsk para la venta de helados en los puestos de la calle. La idea resultó exitosa, debido a la escasez del producto y a que no existía un comercio especializado de helados. Posteriormente, la venta de bandejas de helado se elevó al nivel de gran negocio.
En 1993, la compañía "Inmarko" fue registrada. La historia de este nombre es desconocida. Alrededor de la década de los 90 en Rusia se da la moda de dar nombres extranjeros a las compañías. Hay varias versiones del origen del nombre. Según uno de los fundadores, el nombre nació en uno de los festivales. Ahora el nombre es generalmente llamado como una "investment marketing company".